# Essen-Werden

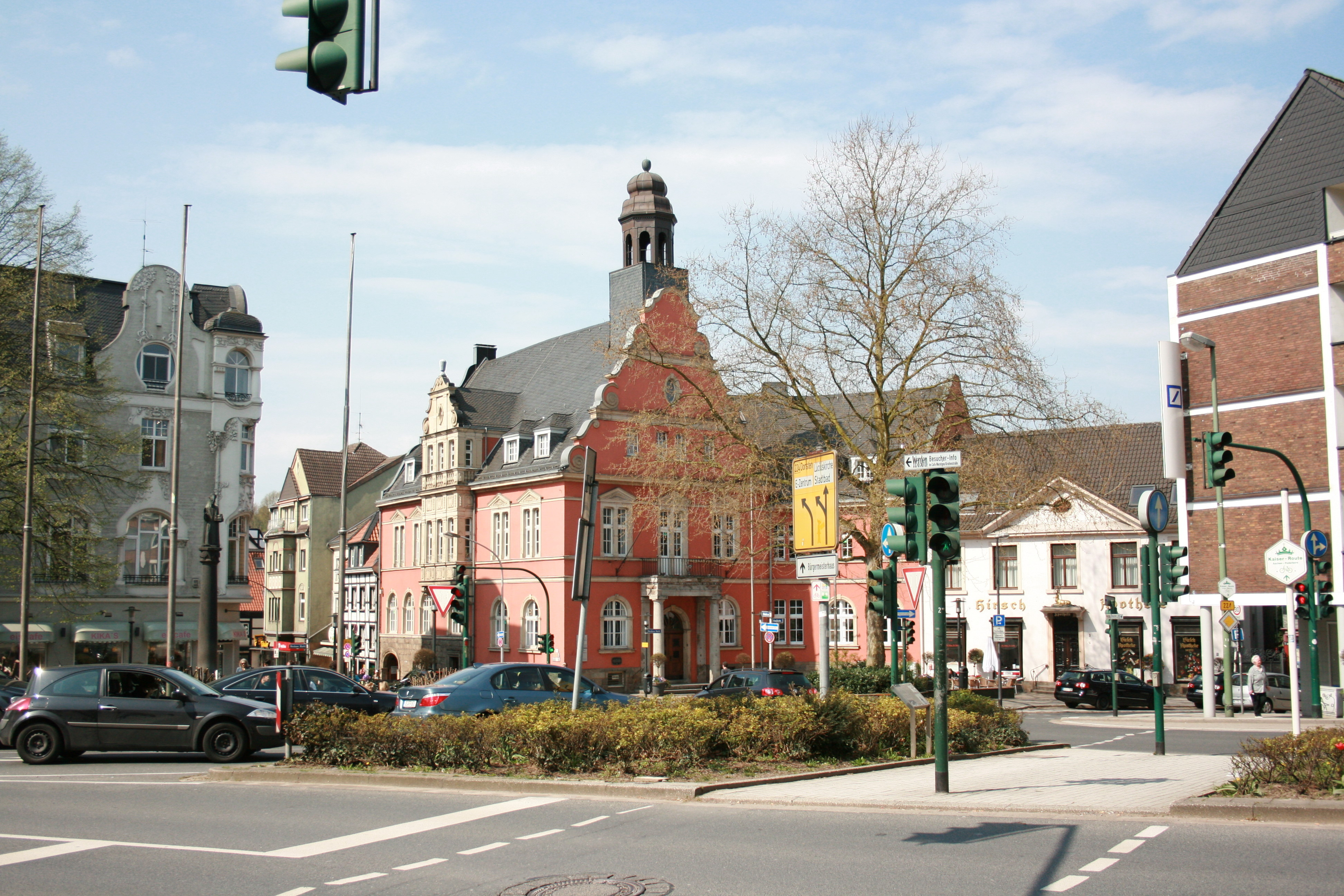
La mairie et la place de marché de Werden.

Werden est un quartier d'Essen en Allemagne, qui compte 9 743 habitants au 30 juin 2017, pour une superficie de 4,04 km2. C'est dans ce quartier que se trouve l'abbaye de Werden. Jusqu'à ce jour Werden est encore une vieille ville historique avec des nombreux monuments.

## Histoire
Saint Ludger, missionnaire chrétien, a fondé l'abbaye de Werden vers 799, et depuis cet événement les gens s'y sont établis. En 1317, Werden a reçu des murs d'enceintes et des portes. Un incendie à pratiquement détruit la ville en 1498.

## Les Maires
Jusqu'à 1803 les abbés règnent la ville. En cette année l'abbaye a été laïcisé à cause du Recès de la Diète d’Empire.
La vieille mairie a été construit en 1879 à 1880.
Liste des maires de Werden :
- 1808–1811 : Benedict Ludger Hiegemann
- 1811–1819 : Alexander Heinrich Freiherr von dem Bottlenberg gen. von Schirp
- 1819–1843 : Theodor Märcker
- 1851–1886 : Alexander Freiherr von dem Bottlenberg gen. von Schirp
- 1886–1896 : Ludwig Soldan
- 1896–1904 : Johann Emil Trapp
- 1904–1929 : Joseph Breuer

Depuis 1929 Werden fait partir à Essen.

## Galerie

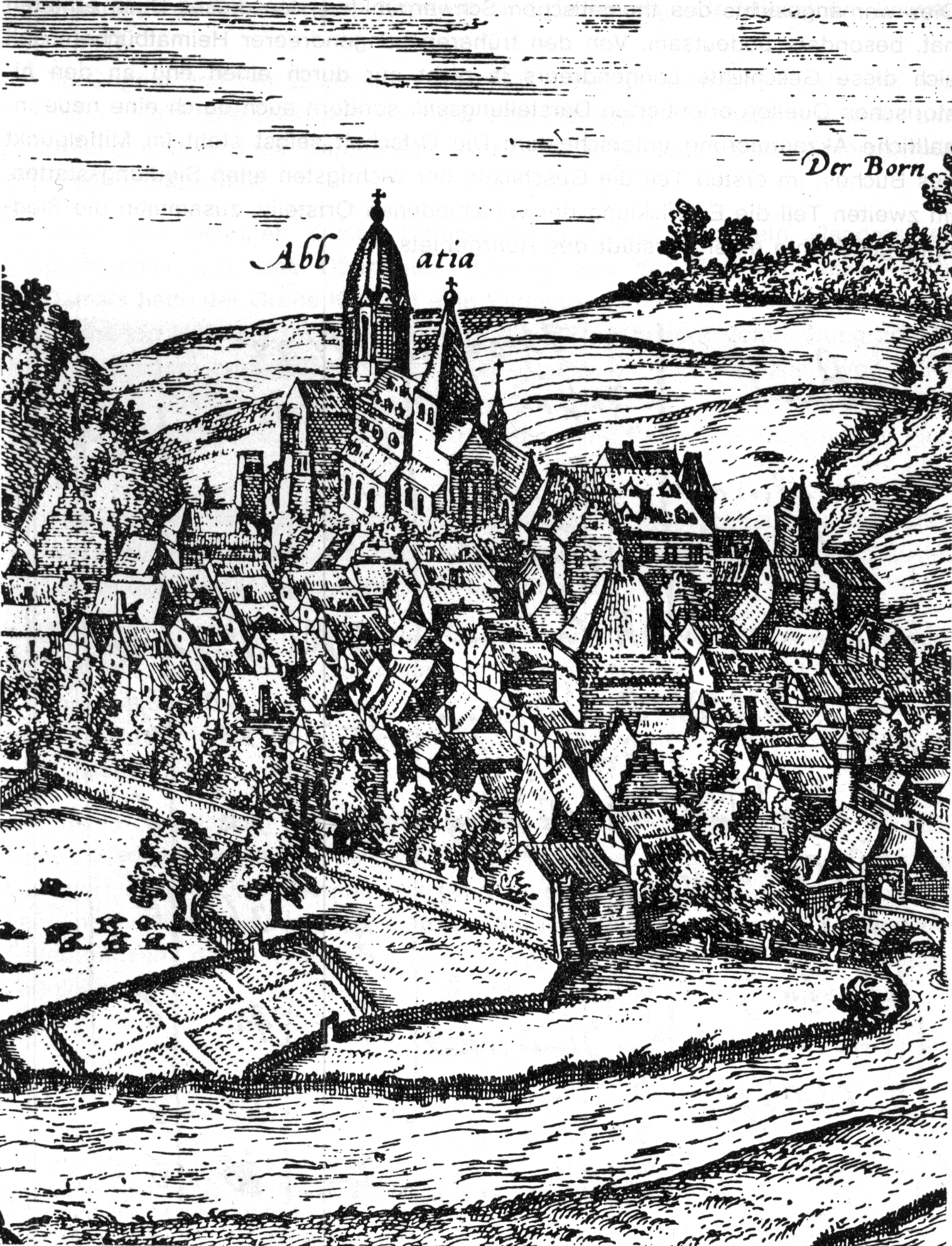
Werden en 1581.
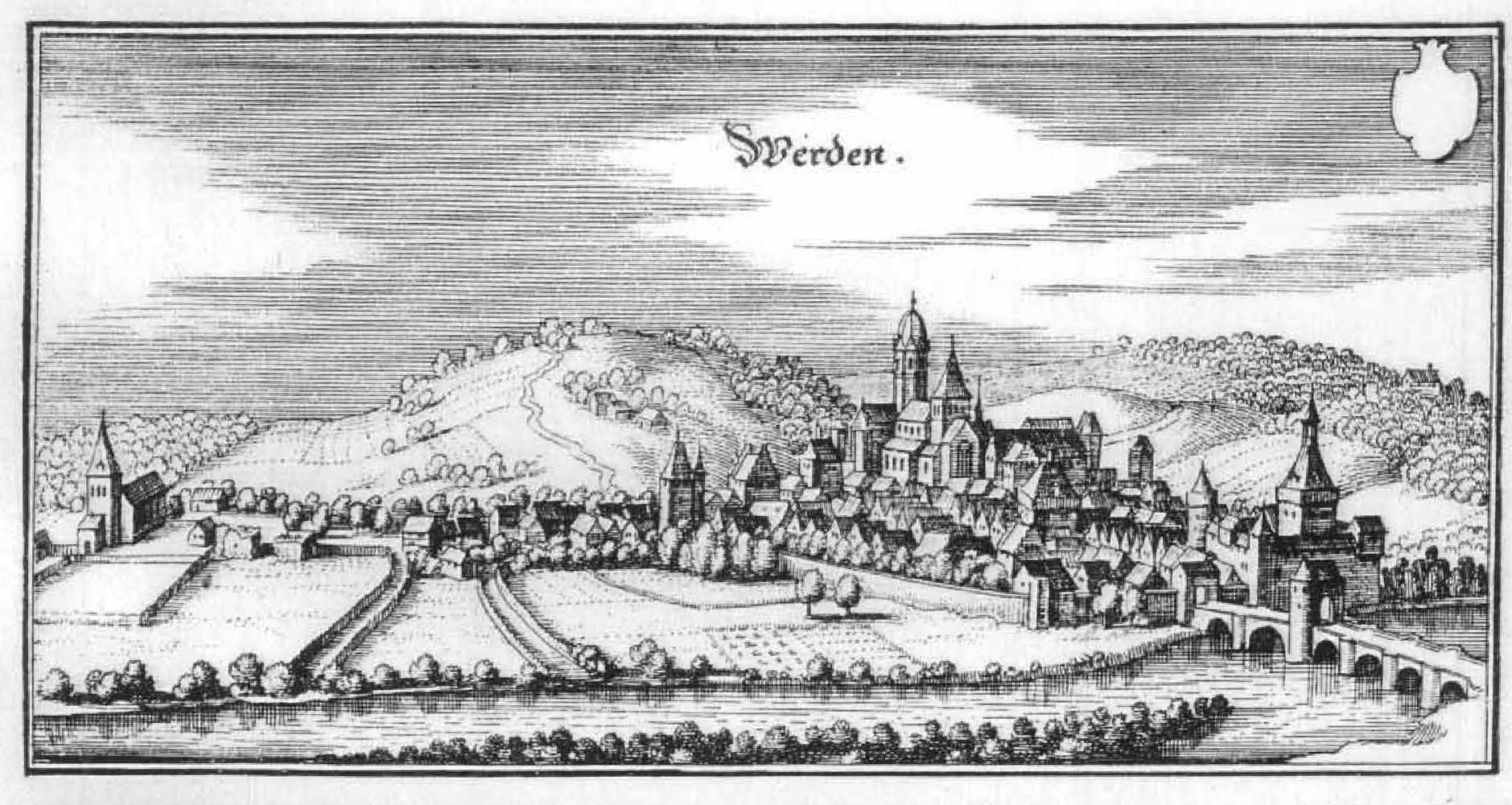
Werden au XVIIe siècle.
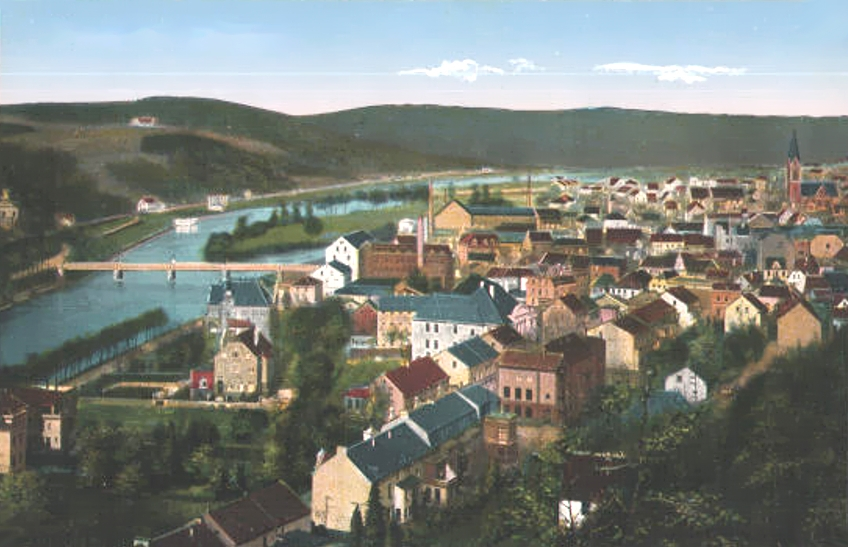
Werden en 1916.
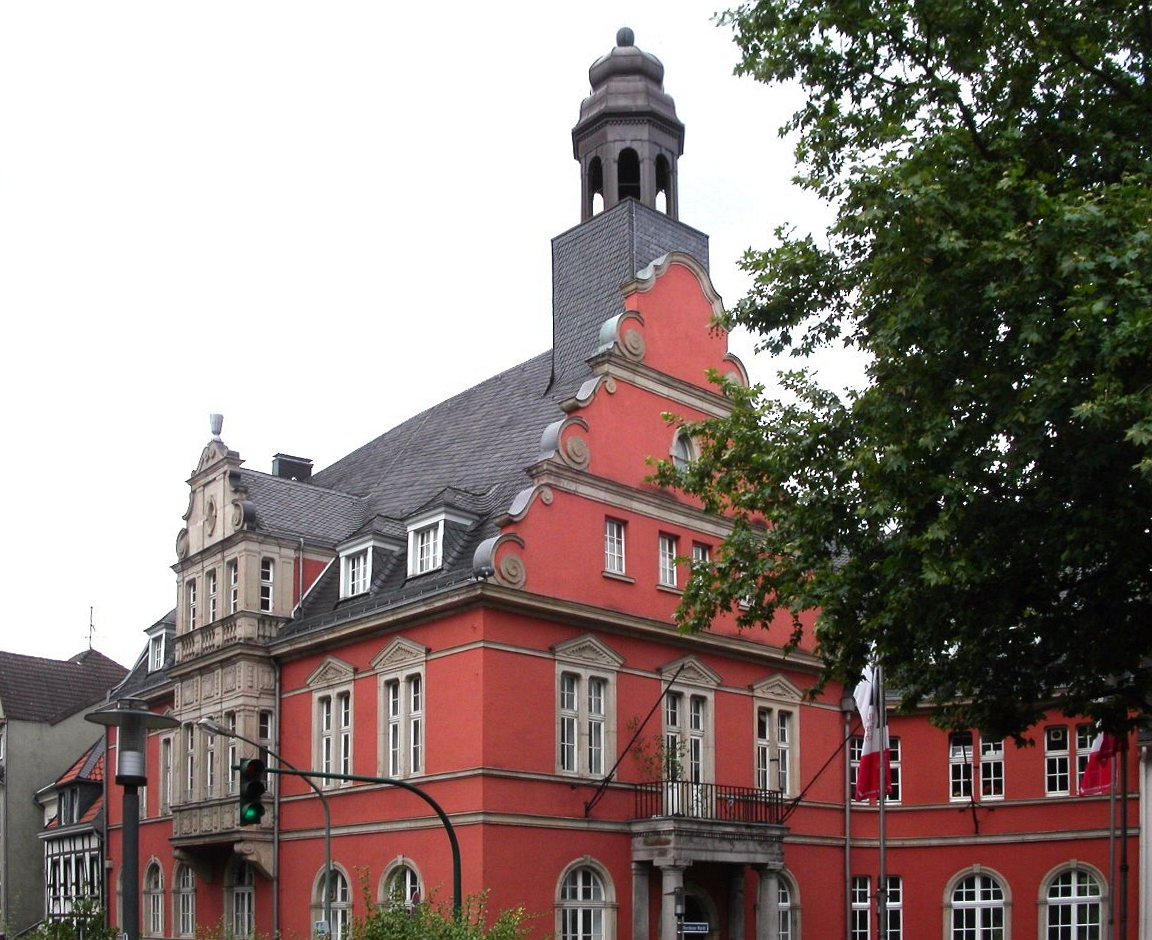
La vieille mairie.
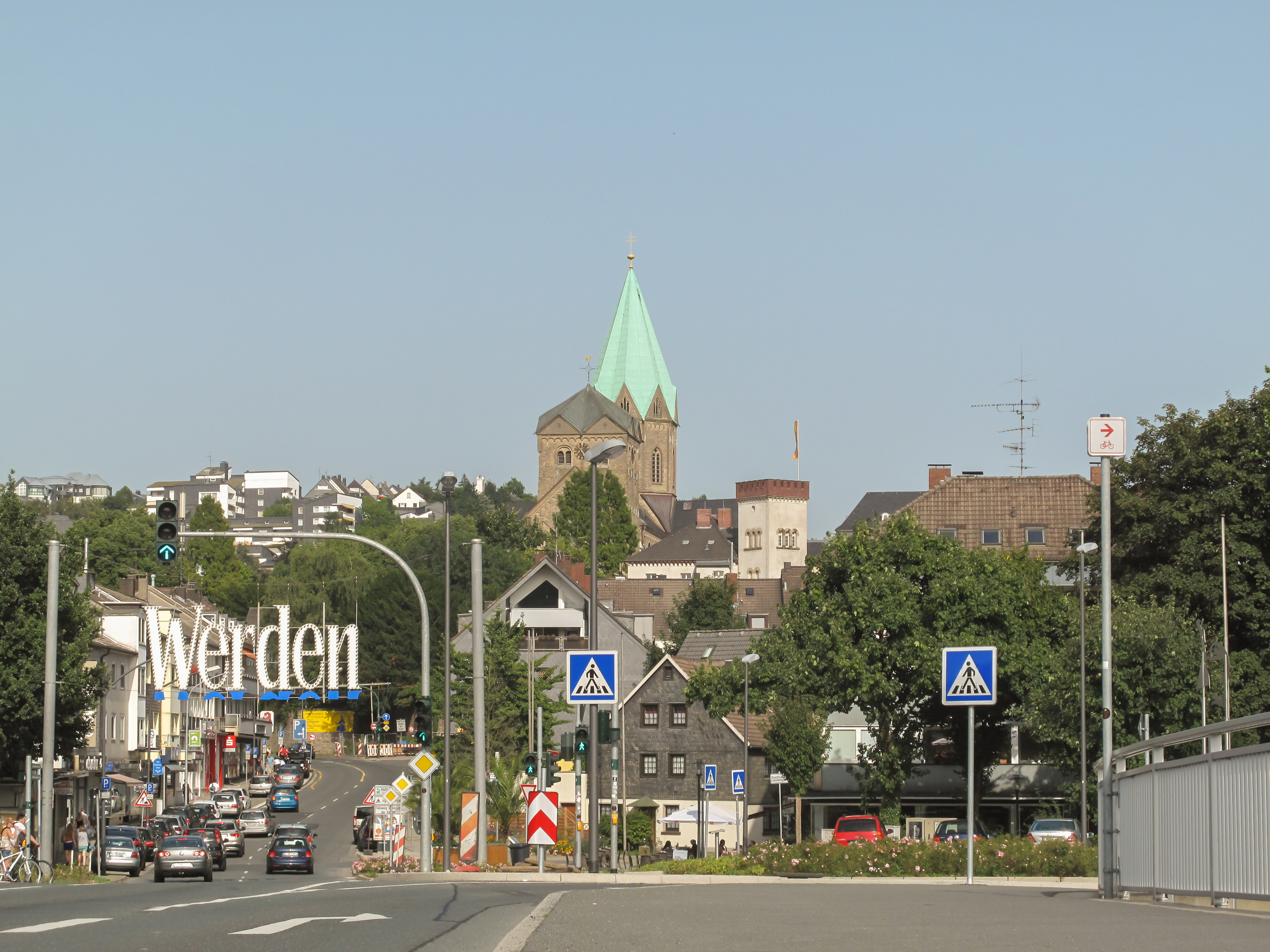
Werden, vue sur la banlieue.
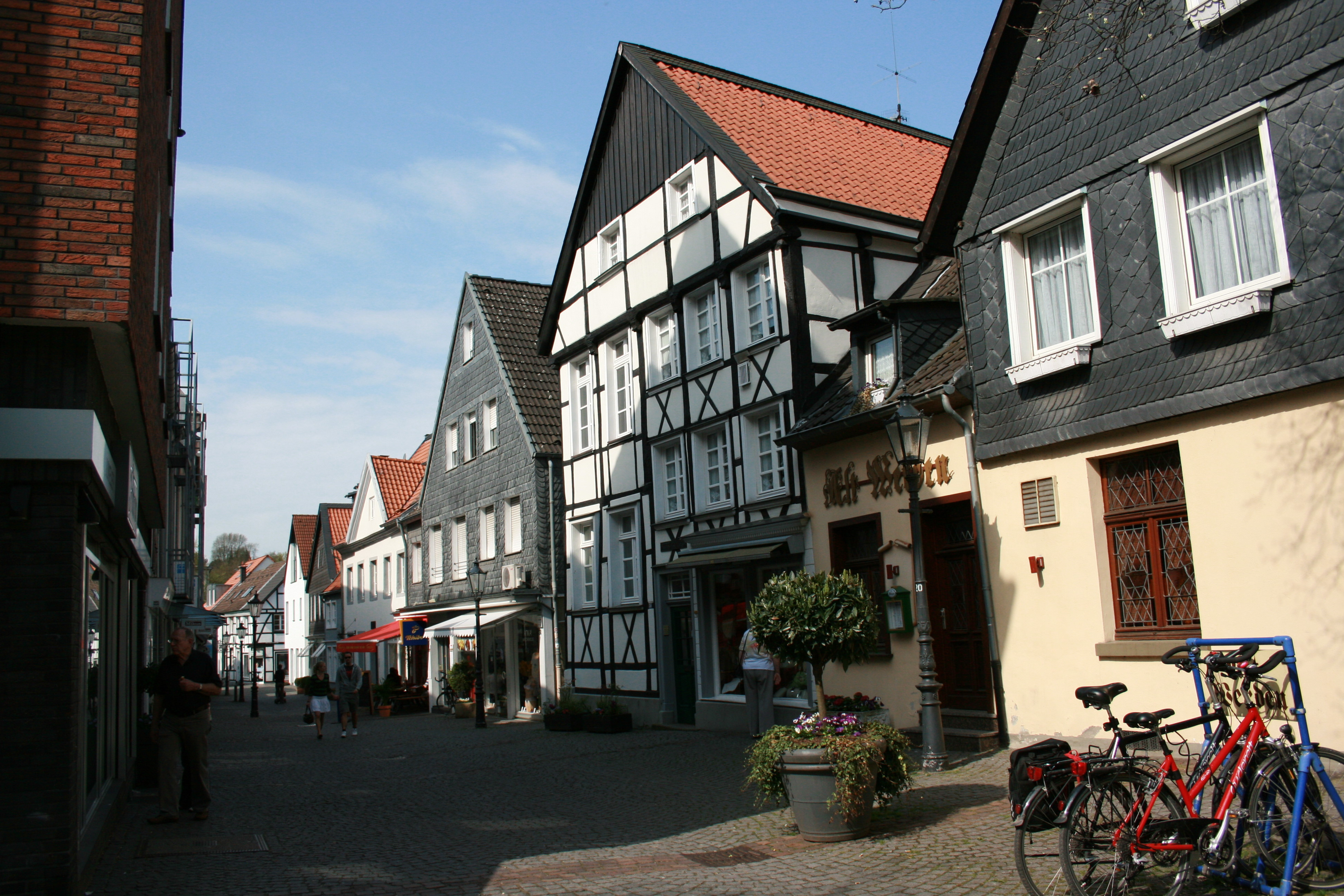
Rue "Grafenstraße".
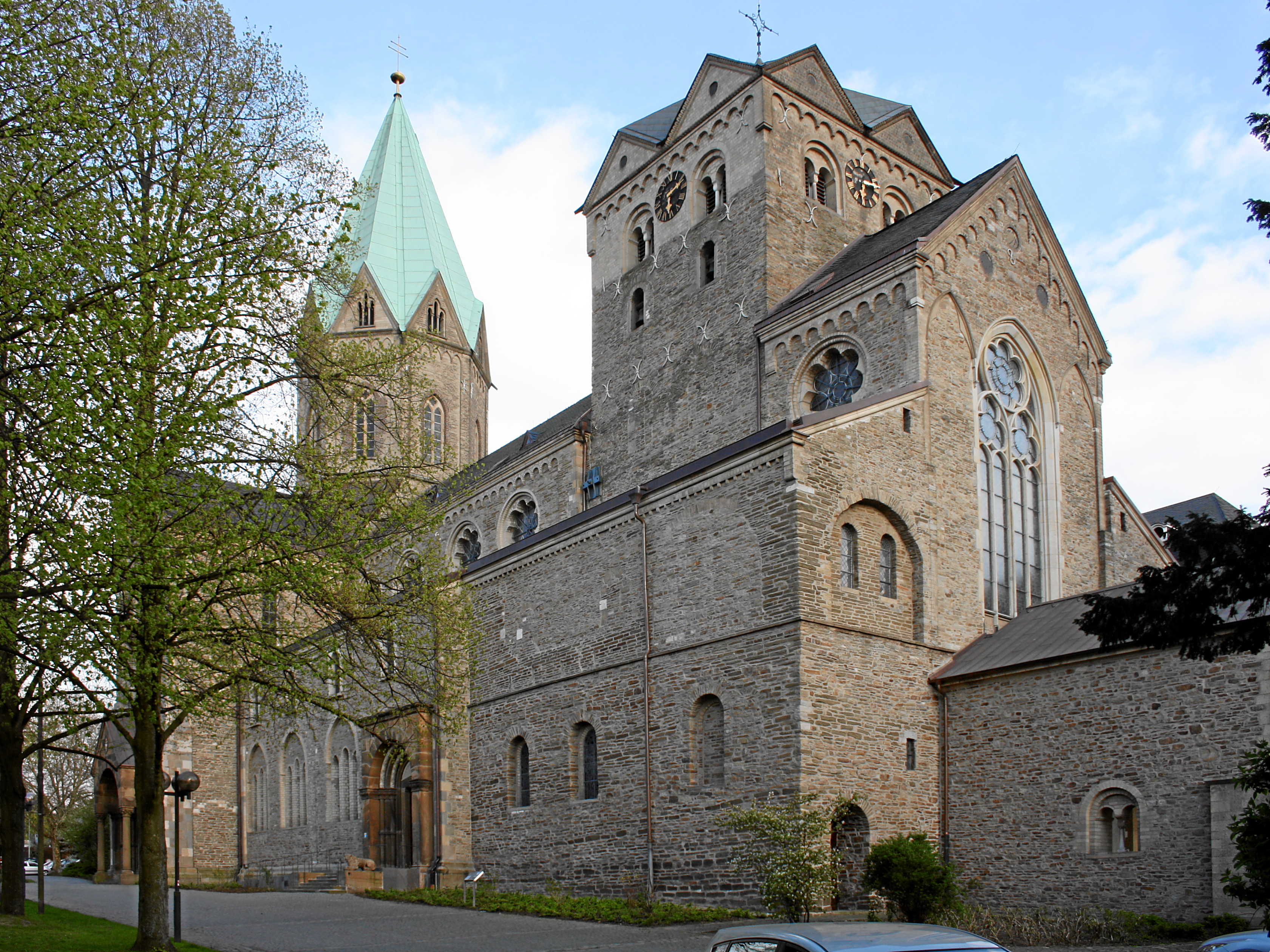
La basilique Saint-Ludger.
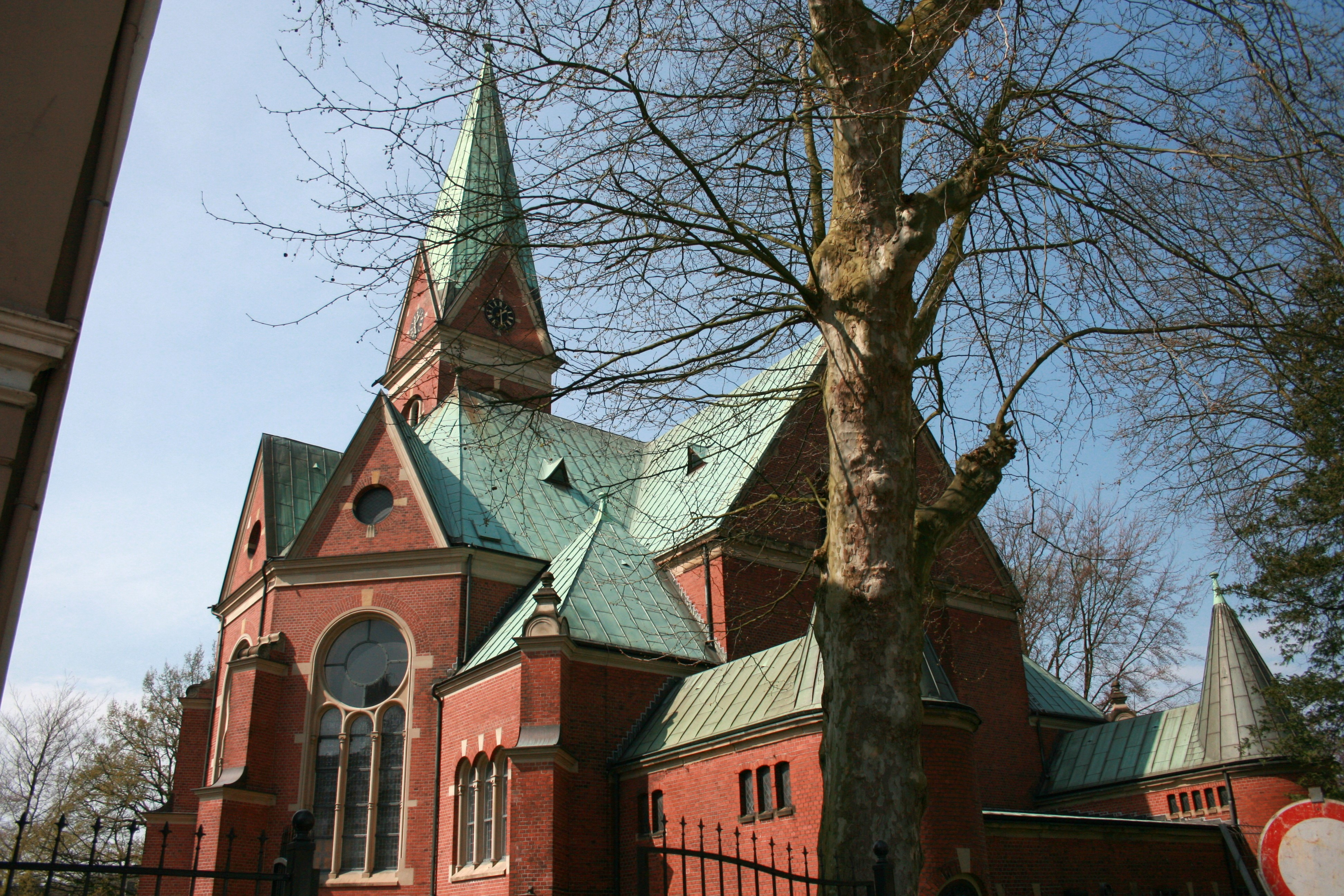
L'Église protestante.
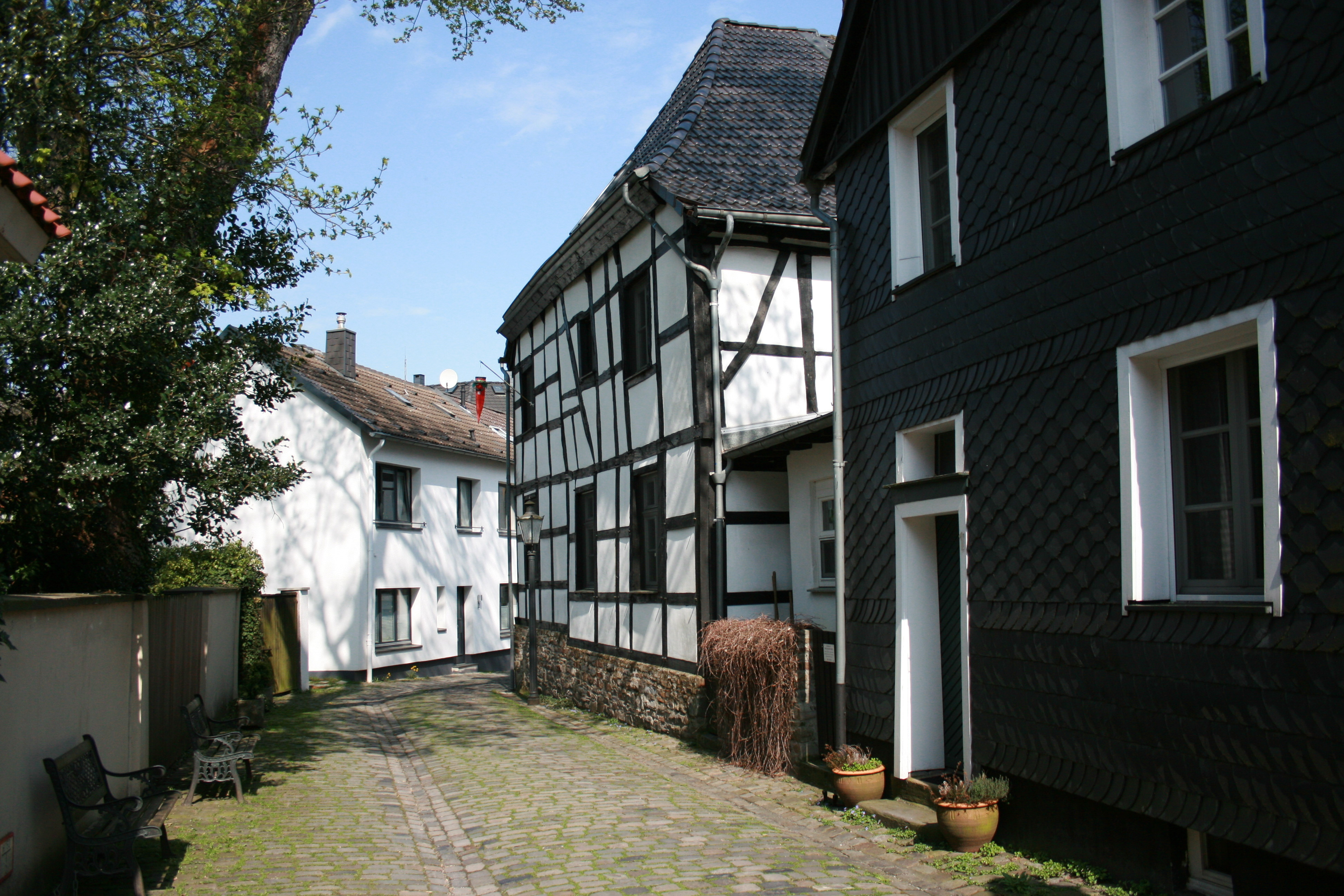
Maison de la vieille ville.
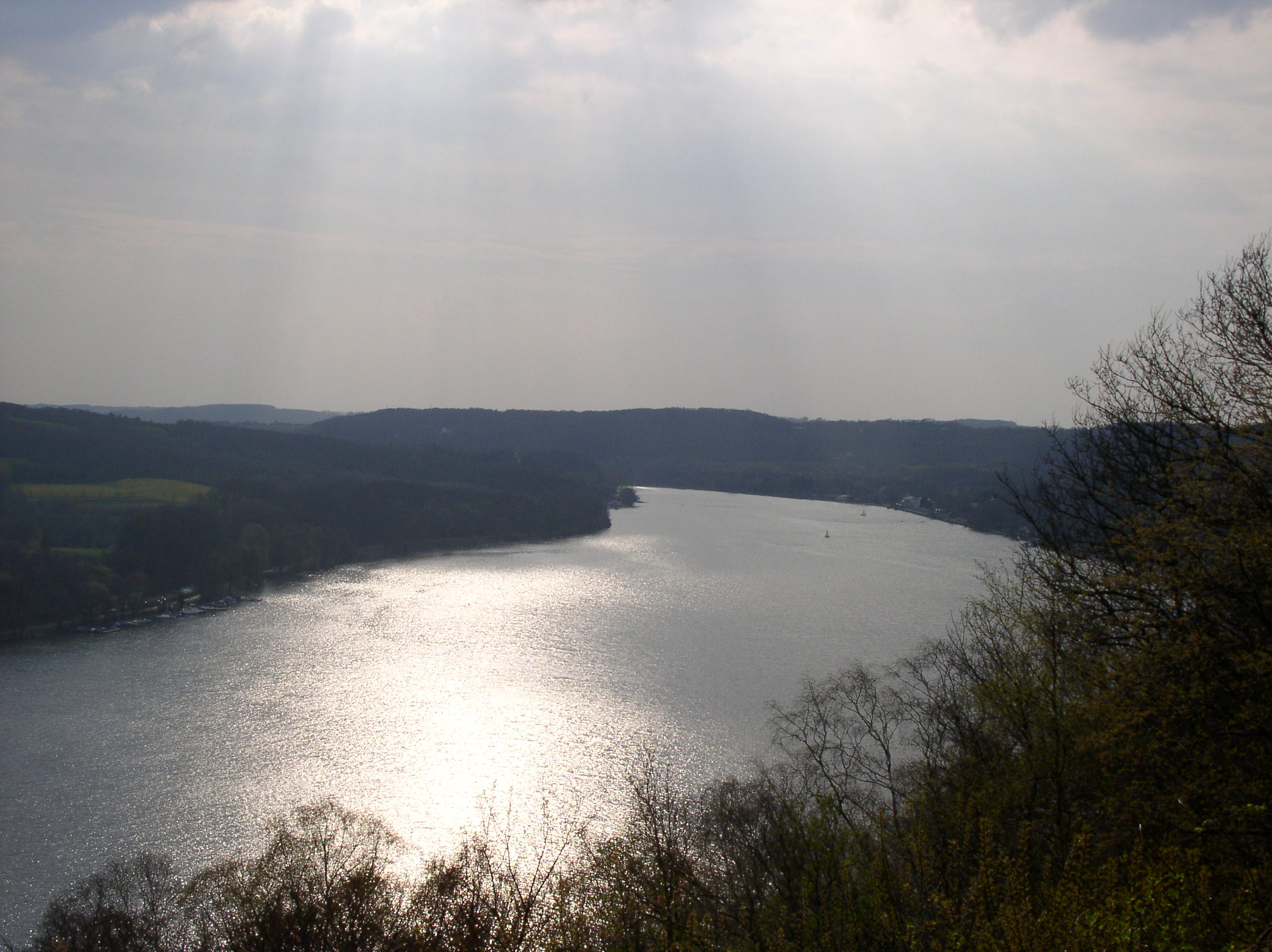
Le Lac "Baldeneysee" à Werden
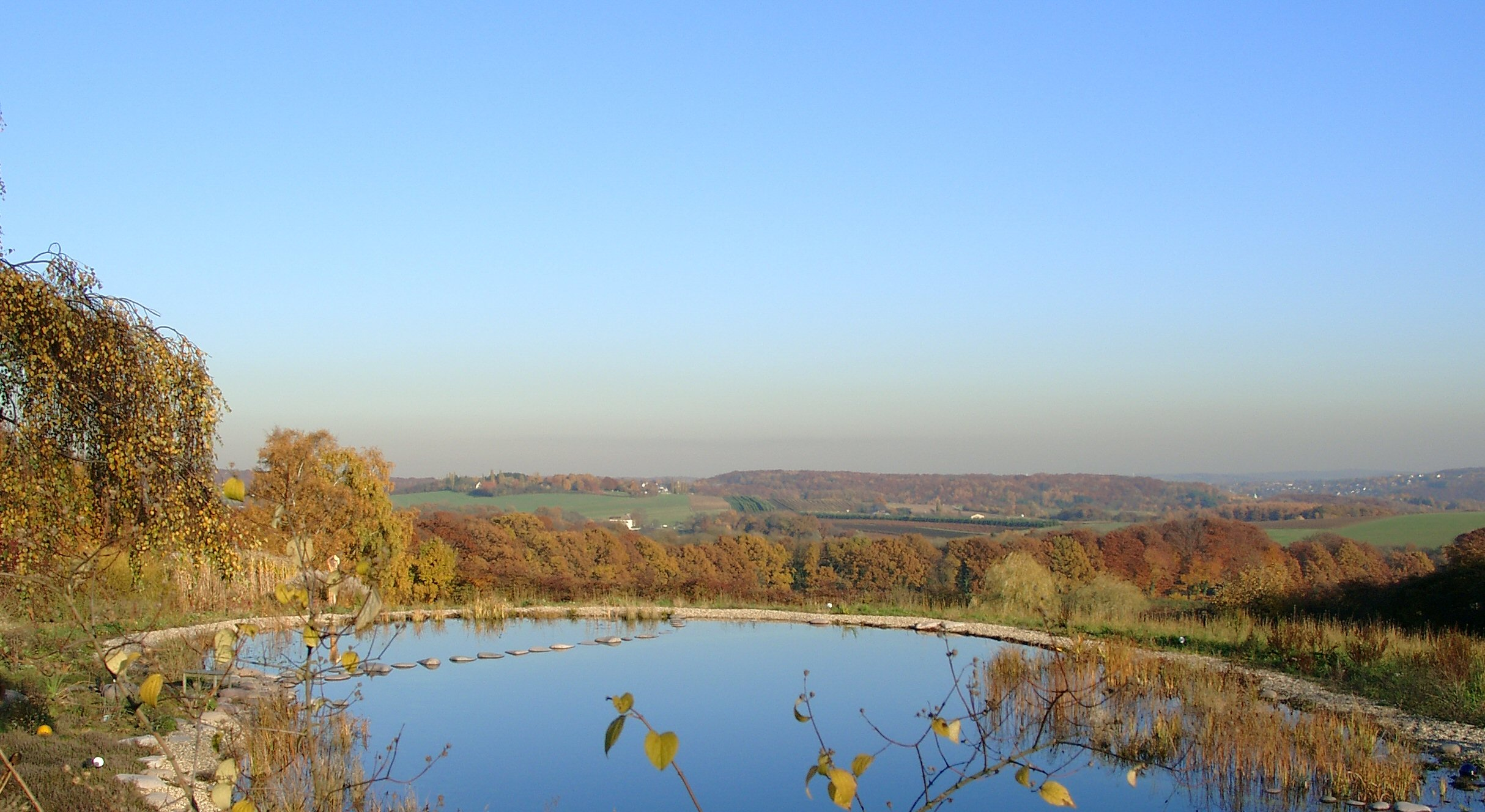
Vue de Werden depuis Schuir.

## Personnalités
- Wilhelm Albermann (1835-1913), sculpteur né à Werden.